# Scott Kelly (muzyk)
Scott Kelly (ur.  13 czerwca 1967 w Evanston) – jeden z założycieli, powstałego w kalifornijskim Oakland zespołu Neurosis, który wykonuje muzykę w stylu sludge metal. Scott pisze i publikuje muzykę od roku 1985 w większości dla Neurosis oraz Tribes of Neurot i Blood and Time, który jest jego solowo-akustycznym projektem pobocznym.
Poza tym, brał udział w innych nagraniach, z których najbardziej znanymi są płyty zespołu Mastodon o tytule Leviathan (2004) (w utworze "Aqua Dementia"), Blood Mountain (2006) (w utworze "Crystal Skull") oraz Crack The Skye (2009) (w utworze "Crack The Skye").
Obecnie Scott Kelly wciąż komponuje, nagrywa oraz występuje z zespołem Neurosis a także z wszystkimi jego projektami pobocznym. Ma także udziały w wydawnictwie Neurot Recordings, które jest współwłasnością wszystkich muzyków Neurosis. 
Ostatnio zaangażował się w powstanie radia internetowego, które nosi nazwę "Combat Music Radio".

## Wyposażenie
Grając z zespołem Neurosis, Kelly używa gitar Gibson Les Paul Studio wraz z przetwornikiem Seymour Duncan Distortion. Jako wzmacniacza używa Marshalla JCM 800 head oraz EarCandy speaker cabinets. Jego efekty to: MXR Flanger, MXR Blue Box a także EVH Phaser Boss DD-6 Delay i Footswitch na kanał distortion, a także Boss Tuner. Kostki, których używa to: Dunlop Ultex .60mm lub Tortex 88mm.

## Wpływy muzyczne
Kelly twierdzi, że jego własna twórczość w Neurosis ma największy wpływ na jego styl muzyczny. Poza tym wymienia zespoły i twórców takich jak: Black Flag, Pink Floyd, Die Kreuzen, Amebix, Jimi Hendrix, King Crimson, The Melvins, Celtic Frost oraz Hank Williams.

## Dyskografia solo
- Spirit Bound Flesh (2001)
- The Wake (2008)